# Wise Care 365
Wise Care 365는 WiseCleaner.com가 개발한 소프트웨어로, 컴퓨터 시스템을 관리, 유지, 최적화, 설정과 문제를 해결하기 위한 프리웨어 유틸리티 프로그램이다. 컴퓨터에서 무효한 윈도우 레지스트리 항목들, 불필요한 파일들을 청소하고 레지스트리와 하드 디스크를 조각 모음과 최적화를 할 수 있다. 또한 Wise Data Recovery, Wise Folder Hider 등과 같은 몇 가지 유용한 도구들을 제공한다.

## 제품 특징
- 윈도 레지스트리 청소, 조각 모음 및 최적화.
- 하드 디스크에서 여유 공간 확보.
- 개인 추적 데이터를 삭제하여 개인 정보 보호.
- 개인적인 응용 프로그램의 무단 사용 방지.
- PC 최적화를 위해 사용할 수 있는 "원 클릭 조정" 같은 옵션.

## 주요 수상 내역
Wise Care 365 무료 버전은 CHIP Editor에 의해 CHIP.de 사이트에 소개되었고 별점 다섯 개를 받았다.

## 같이 보기
- CCleaner